# ドニズ・ルネ
ドニズ・ルネ又はドゥニズ・ルネ（Denise René; 1913年6月 – 2012年7月9日）は、フランスのパリを拠点として活躍した画廊主（ギャラリスト）。とりわけ、キネティック・アートとオプ・アートとの関わりで知られる。結婚前の名前はドニズ・ブライプトロイ（Denise Bleibtreu）という。

## 生涯と業績
ドニズ・ルネは、芸術がこの世に存在するためには芸術自身が新しい道を切り拓いていかねばならないという信念を持って活動をしていた。ルネがオーガナイズした最初の展覧会は、1945年6月のものである。ルネの研究分野は幾何学的抽象主義とキネティック・アートである。芸術史家のフランク・ポパーはルネの活動の擁護者であり続けた。
ルネは美術商としての活動を開始して最初の5年間においては、マックス・エルンストやフランシス・ピカビアのような現代美術の巨匠を展示した。その後のルネは、東欧の前衛（アヴァンギャルド）具象芸術家をパリに紹介したり、マルセル・デュシャンのような前衛の先駆けになった芸術家を探し出したりして、長年にわたりさまざまな世代の芸術運動に関わった。1955年にルネがオーガナイズした展覧会「運動」（Le Mouvement）は、キネティック・アートの大衆化に貢献した。ルネが展示を手がけた芸術家としては、ニコラス・シェーファー、ヤコブ・アガム、ジャン・ティンゲリ、オット・ピエネ、ジャン・アルプ、アレクサンダー・カルダー、カルロス・クルズ＝ディエズ、ヘスース・ラファエル・ソト、ヴィクトル・ヴァザルリ、マリノ・ディ・テアナ、ゾフィー・トイバー＝アルプ、グレゴリオ・バルダネガ、ポル・ビュリ、ウェンイン・ツァイ、ル・コルビュジエ、ロベール・ドロネ、ナーディル・アフォンソ、マックス・ビル、ソニア・ドロネなどがいる。

パリにおける最初のピエト・モンドリアンの個展は、1957年にルネが企画した。パリの外では、1971年から1981年までニューヨーク市に画廊を持っていた。ハンス・マイヤー（Hans Mayer）と共同でデュッセルドルフにも持っていたことがある（1969年）。2001年にはポンピドゥー・センターがルネの回顧展「ドニズ・ルネ――抽象芸術の冒険における画廊。1944年から1978年まで。」（"Denise René, une galerie dans l'aventure de l'art abstrait. 1944-1978"）を開いた。